# Acarapis woodi
Acarapis woodi RENNIE, 1921 è un acaro endoparassita delle api appartenente alla famiglia Tarsonemidae.
Vive e si riproduce all'interno dell'apparato respiratorio delle api, dal quale esce soltanto per infestare altre api. L'acaro fora con il proprio apparato boccale le tube tracheali dell'ape e succhia l'emolinfa dell'ospite. L'identificazione del parassita può avvenire solo a mezzo di un microscopio date la dimensione ridotta dell'acaro.
I sintomi dell'acariosi sono di difficile identificazione e si sovrappongono a quelli di altre tipiche patologie che affliggono gli alveari. Poiché la diagnosi e quindi il grado di infestazione sono di difficile identificazione la cura più efficace resta la distruzione delle famiglie infette. Per il contenimento e la profilassi si è notata l'efficacia delle sostanze a base di olii essenziali (mentolo, timolo) normalmente utilizzate per la lotta alla varroa.